# Club Atlético de Madrid 1997-1998
Questa voce raccoglie le informazioni riguardanti il Club Atlético de Madrid nelle competizioni ufficiali della stagione 1997-1998.

## Organigramma societario
Area direttiva
- Presidente: Jesús Gil

Area tecnica
- Allenatore: Radomir Antić

## Maglie e sponsor
| Casa | Trasferta | Portiere |

## Rosa

Christian Vieri (a destra), 29 gol nella sua unica stagione a Madrid, marcato dal laziale Nesta nelle semifinali di Coppa UEFA.

| N. |                       | Ruolo | Calciatore         |
| -- | --------------------- | ----- | ------------------ |
| 1  | Spagna (bandiera)     | P     | José Molina        |
| 3  | Spagna (bandiera)     | D     | Toni Muñoz         |
| 4  | Brasile (bandiera)    | D     | Andrei Frascarelli |
| 5  | Spagna (bandiera)     | D     | Juan Manuel López  |
| 6  | Spagna (bandiera)     | D     | Santiago Denia     |
| 7  | Brasile (bandiera)    | C     | Juninho            |
| 8  | Spagna (bandiera)     | C     | Juan Vizcaíno      |
| 9  | Italia (bandiera)     | A     | Christian Vieri    |
| 10 | Jugoslavia (bandiera) | C     | Milinko Pantić     |
| 11 | Spagna (bandiera)     | A     | Jordi Lardín       |
| 12 | Portogallo (bandiera) | A     | Paulo Futre        |
| 13 | Spagna (bandiera)     | P     | Pedro Jaro         |

| N. |                       | Ruolo | Calciatore         |
| -- | --------------------- | ----- | ------------------ |
| 14 | Spagna (bandiera)     | A     | José Mari          |
| 17 | Jugoslavia (bandiera) | A     | Rade Bogdanović    |
| 19 | Spagna (bandiera)     | A     | Kiko               |
| 20 | Spagna (bandiera)     | D     | Geli               |
| 21 | Spagna (bandiera)     | C     | José Luis Caminero |
| 23 | Spagna (bandiera)     | D     | Daniel Prodan      |
| 24 | Rep. Ceca (bandiera)  | C     | Radek Bejbl        |
| 25 | Jugoslavia (bandiera) | C     | Veljko Paunović    |
| 26 | Israele (bandiera)    | C     | Avi Nimni          |
| 27 | Spagna (bandiera)     | C     | Ivo                |
| 28 | Spagna (bandiera)     | D     | Ramón              |

## Statistiche

### Statistiche di squadra
| Competizione     | Punti | Totale | Totale | Totale | Totale | Totale | Totale | DR  |
| Competizione     | Punti | G      | V      | N      | P      | Gf     | Gs     | DR  |
| ---------------- | ----- | ------ | ------ | ------ | ------ | ------ | ------ | --- |
| Primera División | 60    | 38     | 16     | 12     | 10     | 79     | -69    |     |
| Coppa del Re     | -     | 2      | 1      | 0      | 1      | 2      | 3      | -1  |
| Coppa UEFA       | -     | 10     | 5      | 3      | 2      | 17     | 11     | +6  |
| Totale           |       | 50     | 22     | 15     | 13     | 98     | 70     | +28 |